# Harold Pupkewitz Graduate School of Business
Die Harold Pupkewitz Graduate School of Business (HP-GSB) ist eine unabhängige Einrichtung der Namibia University of Science and Technology. Sie nahm 2008 in der namibischen Hauptstadt Windhoek den Betrieb auf und liegt auf dem Campus des ehemaligen Polytechnikums im Stadtteil Windhoek-West. Sie ist neben der Namibia Business School die einzige Business School des Landes.
Die Schule wird von dem namibischen Geschäftsmann Harold Pupkewitz seit Gründung mit 10 Millionen Namibia-Dollar unterstützt. Aus Dank wurde die HP-GSB nach ihm benannt.
Die HP-GSB bildet Nachwuchsführungskräfte in den Bereichen Wirtschaft, Management und regionale Entwicklung aus. Ihr steht ein Direktor, derzeit Viola Cruse, vor.

## Programme
- Masters of International Business (Management)
- Masters of Leadership and Change Management (Unternehmensführung und Change Management)
- Joint African Masters Programme in Local Development (gemeinsames Programm des südlichen Afrika zur regionalen Entwicklung)